# 6689 Floss
A 6689 Floss (ideiglenes jelöléssel 1981 EQ24) a Naprendszer kisbolygóövében található aszteroida. Schelte J. Bus fedezte fel 1981. március 2-án.